# Comissão de Representantes Permanentes do Mercosul
Edifício Mercosur, em Montevidéu, sede da CRPM.
A Comissão de Representantes Permanentes do Mercosul (CRPM) é um órgão permanente do Conselho do Mercado Comum (CMC), integrado por representantes de cada Estado Parte do Mercosul. Sua função principal é apresentar iniciativas ao CMC sobre temas relativos ao processo de integração, às negociações externas, e à conformação do mercado comum. Criada em dezembro de 2003 pela decisão CMC 11/03, a Comissão tem sede permanente em Montevideu. Dentre as principais atividades da CRPM estão o acompanhamento e suporte à administração do Fundo para a Convergência Estrutural do MERCOSUL (FOCEM), ao Estatuto da Cidadania e ao fortalecimento da Plataforma de Capacitação do MERCOSUL.
Durante um período inicial, era presidida por uma personalidade política destacada de um dos países-membros, que tinha mandato de dois anos, passível de renovação por mais um ano. Além de presidir os trabalhos da Comissão, o presidente da CRPM pode, por mandato do Conselho Mercado Comum, representar o Mercosul nas relações com outros países, grupos de países ou órgãos internacionais. O último presidente neste formado foi Carlos Álvarez, que começou seu mandato em 8 de dezembro de 2005. Em 2008, o CMC decidiu pela prorrogação até o fim de 2009 do mandato de presidente da CRPM, como também decidiu pela assunção da Secretaria do Mercosul (SM) de funções conferidas à CRPM. Porém, a criação do Alto Representante-Geral do MERCOSUL (ARGM) em 2010 implicou a assunção pelo novo órgão daquelas funções da CRPM que seriam desenvolvidas pela SM. Com isso, tem-se a caracterização do ARGM como sucessor da presidência mandatária da CRPM, entretanto, com maiores competências.
Com propósitos de visibilidade e divulgação dos avanços e benefícios da cidadania do Mercosul, a CRPM publicou em julho de 2010 a Cartilha da Cidadania do Mercosul. Tratou-se de um documento sistematizador em linguagem simples com normas regionais em vigor atinentes ao cotidiano, divulgado em endereço eletrônico próprio e com outra edição publicada em 2016. O Estatuto da Cidadania do Mercosul (ECM), lançado em 2021 nas comemorações dos 30 anos do Mercosul, deu continuidade à Cartilha e resulta do plano de ação para conformação do Estatuto da Cidadania do Mercosul (PA-ECM) estabelecido em dezembro de 2010 pelo Conselho do Mercado Comum (CMC) por meio da Decisão CMC n. 64 de 2010. O acompanhamento do PA-ECM cabia ao Alto Representante-Geral do MERCOSUL (ARGM), porém, com sua extinção em 2017, tal atribuição passou a cargo da CRPM naquele mesmo ano, a qual para isso criou um grupo de trabalho. Em dezembro de 2023, chanceleres do Mercosul recomendaram à a CRPM a elaboração de novo plano de ação para o Estatuto a fim de sua continuidade e ampliação.
A comemoração de 20 anos da CRPM em 2023 incitou a inauguração da exposição resultante do quinto concurso de fotografia do Mercosul, com o tema "Agenda Verde, um olhar consciente", o lançamento de publicação especial intitulada 20 anos da CRPM: Balanços e perspectivas: 2003 - 2023 e as atualizações tanto do catálogo de projetos do FOCEM e quanto do fôlder institucional do Estatuto da Cidadania.